# Chaetoria setibasis
Chaetoria setibasis là một loài ruồi trong họ Tachinidae.